# Bomba pudenta

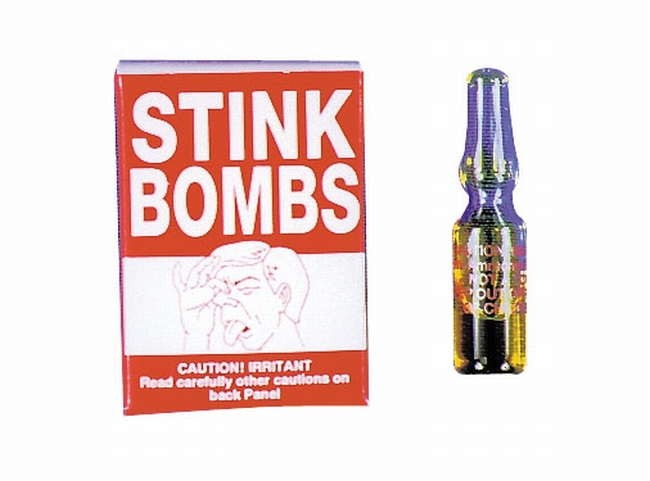
Una bomba pudenta de les de broma

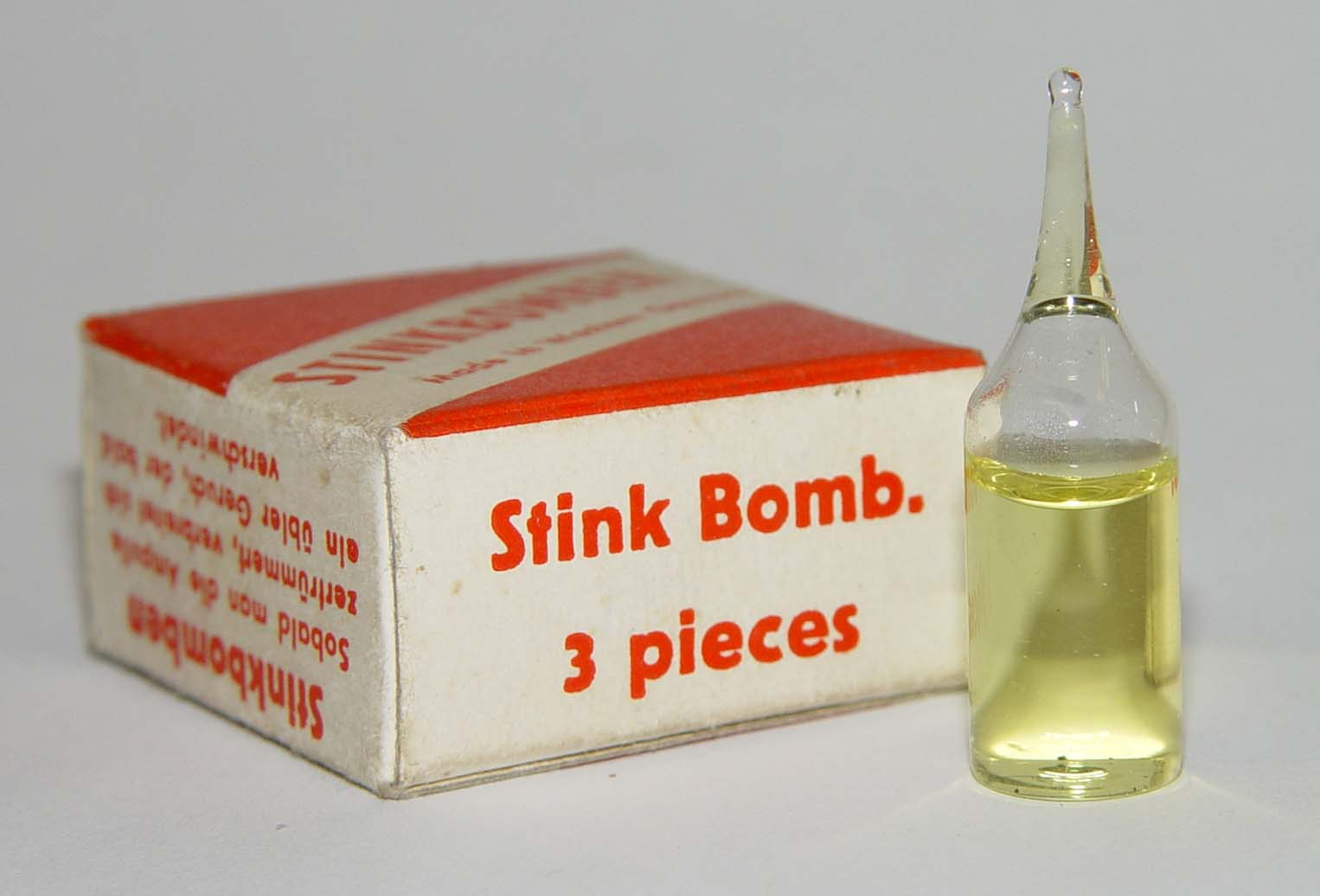
Bombes pudentes en flascó de vidre

Una bomba pudenta o bomba fètida és un aparell dissenyat per crear una olor desagradable. El rang d'efectivitat va des de les senzilles bombes pudentes de fer broma als malodorants de grau militar fins als agents químics de control d'aldarulls.
El llibre Guinness dels rècords llista les dues substàncies més oloroses. Una es diu "US Government Standard Bathroom Malodor" (Pudor del vàter estàndard del govern dels Estats Units); una mescla de 8 productes químics amb una olor semblant a la de femta humana, només que molt més forta, dissenyats per posar a prova l'eficàcia dels ambientadors i desodoritzadors. Una altra es diu, "Who me?",(Qui, jo?) és una mescla de cinc olors de productes químics que contenen sofre i fan olor com a aliments podrits i animals oberts en canal en descomposició.

## Rang
A un costat de l'espectre, bombes pudentes relativament inofensives consten de sulfur d'amoni el qual fa una forta olor d'ous podrits. Quan s'exposa a l'aire el sulfur d'amoni reacciona amb la humitat s'hidrolitza, i s'allibera una mescla de sulfur d'hidrogen (amb olor d'ous podrits) i d'amoníac. Altres substàncies populars en les quals la base és de la bomba fètida són els tiols de baix pes molecular, per exemple, metil mercaptan i etil mercaptan- els productes químics que fan olor de mofeta- s'afegeixen al gas natural per tal que el facin més detectable amb l'olor. Una variació d'aquesta idea és la bomba d'olor o bomba de perfum, inflada amb una poderosa olor de perfum barat.
A l'altra banda de l'espectre els governs d'Israel i dels Estats Units d'Amèrica han desenvolupat bombes pudentes per a ser usades en la policia i forces armades com controladors d'aldarulls i són armes de denegació de zones. El fer servir bombes pudentes en aquests casos té avantatges sobre els agents de control d'aldarulls tradicionals perquè al contrari que els esprais de picants i els gasos lacrimògens, es creu que les bombers pudentes són menys perilloses i són efectives en concentracions baixes.
Les bombes fètides i bombes de perfum per a bromes normalment es venen en flascons de vidre segellat que s'han de trencar i deixen anar aleshores l'olor del líquid que contenen.

## Productes químics usats
Típicament, es fan servir compostos orgànics volàtils de baix pes molecular. Un aspecte important és la temperatura operativa, de la qual depèn molt la volatilitat dels compostos. Alguns d'aquests compostos són tòxics segons la concentració o per exposició perllongada a baixa concentració.
Es poden usar algunes plantes com bombes pudentes improvisades. Una d'elles és Parkia speciosa o 'mongeta pudenta', que es troba a l'Índia, sud-est asiàtic i est d'Austràlia.
Els compostos que més sovint s'usen són:
- Mercaptans
  - Metanetiol (usat rarament, ja que és un gas)
  - Etanetiol
  - Propanetiol
  - Butanetiol
  - Pentanetiol
- Altres compostos de sofre
  - Sulfur d'hidrogen, amb olor d'ous podrits
  - Sulfur d'amoni, ous podrits
- Àcids carboxílics
  - Àcid propiònic, olor de suor
  - Àcid butíric, llet rància
  - Àcid valèric
  - Àcid caproic, olor de formatge
- Aldehids
- Amines
  - Etilamina, olor de peix
  - Putrescina, a carn podrida
  - Cadaverina, a carn podrida
- Compostos heterocíclics
  - Indole
  - Escatol, olor de femta